# 여수 흥국사 십육나한도
여수 흥국사 십육나한도(麗水 興國寺 十六羅漢圖)는 대한민국 전라남도 여수시, 흥국사에 있는 조선시대의 탱화이다. 2002년 1월 2일 대한민국의 보물 제1333호로 지정되었다.

## 개요
여수시 영취산에 있는 흥국사는 고려 명종 25년(1195)에 보조국사 지눌이 창건한 사찰로, 나라가 번성하면 이 절도 함께 번창할 것이라는 흥국의 염원을 담고 있어 흥국사라고 전한다.
나한은 아라한이라고도 하는데 수행을 거쳐 깨달은 성자를 말하는데 흥국사십육나한도는 응진당(應眞堂)에 보관되어 있다.
응진당(應眞堂)에 모셔졌던 16나한도(十六羅漢圖)로 중앙의 영산회상탱은 없어지고 지금은 나한도 여섯 폭만이 남아 전해져 올 뿐이다. 좌우 각각 세 폭씩으로 좌측(향우)에는 1·3·5, 7·9·11·13, 15존자를, 우측(향좌)에는 2·4·6, 8·10· 12· 14, 16 존자를 서로 마주하도록 대칭되게 배치함으로써 독특한 구성법을 보여주고 있다. 여섯 폭 모두 황토색 바탕에 인물과 함께 명암처리가 두드러진 바위와 고목을 자연스럽게 배치하고, 부드러운 중간색을 많이 사용함으로써 전반적으로 차분한 느낌을 준다.
여섯폭 가운데 좌 1폭은 예를 갖추고 중앙 본존불을 향하여 서있는 노비구(老比丘) 모습의 가섭존자(迦 葉尊者)를 시작으로 1·3·5 존자가 차례로 자리하고 있고, 좌 2폭은 7·9·11·13 존자 순으로 배치되어 있으며 좌 3폭은 15존자와 대범천(大梵天) 및 그 권속들을 그렸다. 우 1폭에는 중앙을 향해 단정하게 서있는 청년 비구 모습의 아난존자(阿難尊者)와 함께 2·4·6 존자를 그렸고, 우 2폭은 8·10·12·14 존자가 그려져 있으며 우 3폭은 다소곳이 앉아 합장하고 있는 청년비구 모습의 16존자와 하원장군(下元將軍)과 직부사자(直符使者)를 거느리고 있는 제석천(帝釋天)으로 이루어져 있다.
흥국사 16나한도는 채색과 인물 묘사, 도상 창안 등 여러 방면에서 뛰어난 기량을 발휘하였던 화사 의겸의 대표적인 나한도로서, 차후 조선 후기 16 나한도의 모본이 되었다는 점과 불화 속에 수묵화의 기법을 도입한 의겸의 특징을 가장 잘 보여준다는 점에서 주목되는 작품이다.

## 같이 보기
- 흥국사

## 참고 자료
- 여수 흥국사 십육나한도 - 국가유산청 국가유산포털